# Storåtjärnen
Storåtjärnen är en sjö i Härnösands kommun i Ångermanland och ingår i Gådeåns huvudavrinningsområde. Sjön har en area på 0,094 kvadratkilometer och ligger 137,6 meter över havet.

## Delavrinningsområde
Storåtjärnen ingår i det delavrinningsområde (695378-159451) som SMHI kallar för Mynnar i Brunnesjön. Medelhöjden är 154 meter över havet och ytan är 22,33 kvadratkilometer. Det finns inga avrinningsområden uppströms utan avrinningsområdet är högsta punkten. Bodaån som avvattnar avrinningsområdet har biflödesordning 2, vilket innebär att vattnet flödar genom totalt 2 vattendrag innan det når havet efter 17 kilometer. Avrinningsområdet består mestadels av skog (81 procent). Avrinningsområdet har 0,33 kvadratkilometer vattenytor vilket ger det en sjöprocent på 1,5 procent.